# Isis Pogson
Isis Pogson (nascuda Elizabeth Isis Pogson, 28 de setembre de 1852 - 14 de maig de 1945) va ser una astrònoma i meteoròloga britànica.

## Biografia
Pogson va néixer a Oxford, Anglaterra, la filla major de Norman Pogson del seu primer matrimoni amb Elizabeth Jane Ambrose. Probablement se li va donar el nom pel riu Isis, la part del riu Tàmesi que circula per Oxford.
Norman Pogson, el seu pare, va ser assistent a l'Observatori Radcliffe i després a l'Observatori Hartwell. Va descobrir l'asteroide 42 Isis el 23 de maig de 1856, pel qual va ser guardonat amb el Premi Lalande. L'asteroide va ser nomenat així pel professor Manuel John Johnson, director de l'Observatori Radcliffe, presumiblement en honor de la filla de Pogson, Isis; però també podria haver estat una referència al riu Isis.
Quan el seu pare es va convertir en director de l'Observatori de Madras a Madras, Índia, a l'octubre de 1860, va viatjar al seu nou lloc de treball amb la seva primera dona i tres dels seus 11 fills, incloent Isis. La seva esposa va morir el 1869, i va confiar en Isis per tenir cura dels seus altres fills. També va treballar a Índia com a assistent del seu pare. Va rebre el lloc de calculadora de l'observatori el 1873 amb el salari de 150 rupies, equivalent al salari d'un "cuiner o entrenador", i va treballar allí durant 25 anys fins que es va retirar el 1898 amb una pensió de 250 rupies, quan es va tancar l'observatori. Va ser la superintendent i periodista meteorològica del govern de Madras des de 1881.

### Membre de la Royal Astronomical Society
Isis Pogson va ser la primera dona a intentar ser elegida membre de la Royal Astronomical Society, sent proposada (sense èxit) pel seu pare el 1886. Encara que la societat havia triat algunes dones com a membres honoraris, tots els membres havien estat homes fins a aquest moment. La seva candidatura es va retirar quan dos advocats consideraven que les membres femenines eren il·legals de conformitat amb les disposicions de la carta real de la societat que data de 1831, que només es referia membres en masculí (he). Va ser nomenada amb èxit el 1920 pel professor d'Oxford HH Turner, cinc anys després que la Royal Astronomical Society obrís les portes per primera vegada a les dones.

## Personal
Després de retirar-se de l'astronomia, es va casar amb Herbert Clement Kent, capità de la Marina mercant el 17 d'agost de 1902 a Red Hill, Queensland, Austràlia. La parella va tornar a Anglaterra, vivint a Bournemouth i després a Londres. Pogson va morir a Croydon.